# Sam Lanin

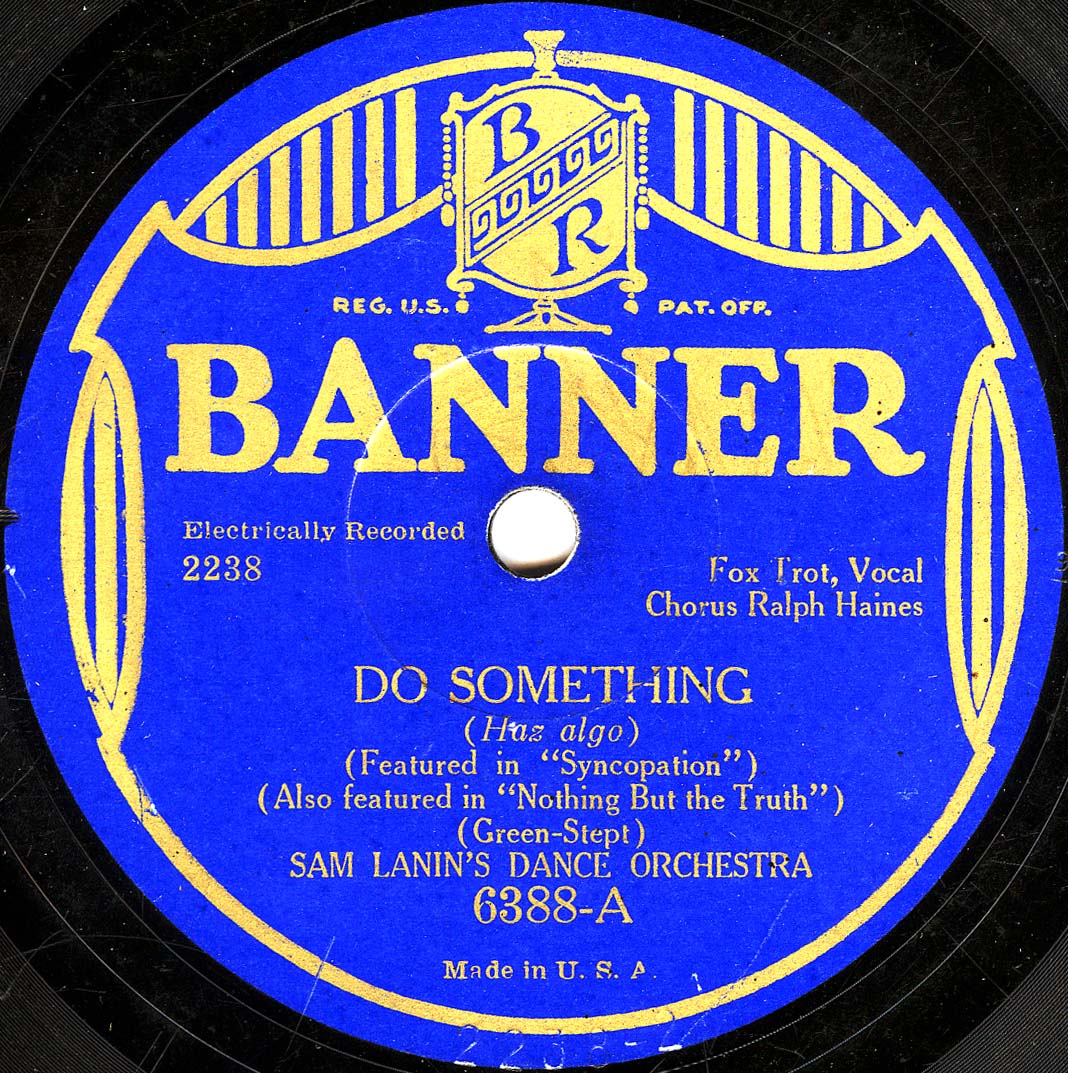
Do Something von Sam Lanin’s Dance Orchestra auf Banner Records

Samuel Charles Lanin (* 4. September 1891 im Russischen Kaiserreich; † 5. Mai 1977 in Hollywood, Florida) war ein russisch-amerikanischer Musiker und Dirigent des frühen Jazz. Obwohl Lanin nur selten selbst auf Aufnahmen solistisch in Erscheinung trat und keine seiner Singles in irgendeiner Weise ein Hit wurde, ist er für sein umfangreiches Werk bekannt.

## Leben und Wirken

### Kindheit und Jugend
Sam Lanin war eines von zehn Kindern einer russisch-jüdischen Einwandererfamilie, die um die Jahrhundertwende in die USA immigrierte. Umstritten ist, ob Lanin bereits in Russland geboren wurde oder erst in den Staaten zur Welt kam. Seine Eltern Benjamin und Mary Lanin zogen mit ihren Kindern nach Philadelphia, wo Lanin auch aufwuchs. Als Kind lernte er Geige und Klarinette zu spielen.

### Karriere
Um 1912 spielte Lanin als Klarinettist in Victor Herberts Orchester. Bei Ausbruch des Ersten Weltkrieges meldete er sich zur US Navy, verrichtete seinen Militärdienst aber in den Vereinigten Staaten. Als Soldat spielte er in einem Armeeorchester und leitete eine eigene Band. Nach 1918 spielte Lanin bereits in New York City im Roseland Ballroom am Times Square (Ecke Broadway, 5th Street), dem „Home of the Refined Dancing“. Während der Zeit, in der Lanin sein Orchester leitete, war es die berühmteste Tanzhalle des Landes.
Seine ersten kommerziellen Aufnahmen machte Lanin am 28. April 1920 für die Columbia Records. Die Single erschien als Lanin’s Roseland Orchestra. Ein Jahr später begann Lanin für die Starr Piano Company aufzunehmen. Bei Starrs Label Gennett Records spielte er verschiedene Jazz-Aufnahmen ein. Die Platten wurden unter den Namen Lanin’s Famous Players und Lanin’s Southern Serenaders veröffentlicht. Die Besetzung seines Orchesters wechselte ständig, trotzdem sind Musiker wie Phil Napoleon, Miff Mole, Jules Levy Jr. und (ab 1923) Red Nichols regelmäßig auf Lanins Aufnahmen zu hören. In diesen frühen Jahren beteiligte er sich auch hin und wieder an seinen Aufnahmen als aktiver Musiker. Bei einigen Titeln spielte er Schlagzeug, und 1921 sang er in Shake It and Break It den Refrain.

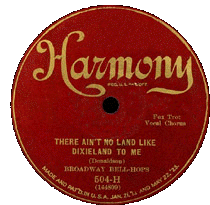
There Ain’t No Land Like Dixieland To Me, 1927

Nachdem Lanin im Roseland Ballroom im Mai 1925 seinen letzten Auftritt gehabt hatte, wandte er sich mehr dem Radio zu. Seit 1923 war er regelmäßig im Programm des Senders WHN zu hören; im Juni 1925 hatten Lanin und sein neu gegründetes Orchester, die Ipana Troubadors, ihren ersten Auftritt bei WEAF und WOO. Zu dieser Zeit spielte er für Columbias Sublabels zahlreiche Platten ein. Über die Jahre erschien bei fast jeder Plattenfirma der USA eine Platte von Lanin, was ihn zu einem der aktivsten Musiker des Jahrzehntes machte; dabei kam ein fast unüberblickbares Werk an Aufnahmen zusammen. Außerdem dirigierte Lanin zahlreiche Studiobands und Hintergrundgruppen. Während dieser Jahre arbeitete er mit Musikern wie Red Nichols, Tommy Dorsey, Jimmy Dorsey, Manny Klein, Jack Teagarden, Jimmy McPartland, Eddie Lang, Bix Beiderbecke und Benny Goodman zusammen. Am 28. Dezember 1928 sang auch der junge Bing Crosby für Lanin. Crosby war eigentlich in Paul Whitemans Orchester engagiert und ist auf Lanins Titeln I’ll Get By As Long as I Have You und Rose of Mandalay zu hören. Im Januar 1929 wurde eine weitere Session mit Crosby eingespielt.
1931 erhielt Lanin eine Show bei WABC in New York. Zudem spielte er weitere Platten bei Columbia ein, doch die Musikindustrie erlitt in diesen Jahren einen tiefen Einschnitt durch die Weltwirtschaftskrise: 1932 wurde Lanins Radioprogramm gestrichen; auch die Plattenaufnahmen wurden spärlicher: Lanins Zeit als Orchesterleiter war zu Ende. Er arbeitete bis 1937 bei einer Plattenfirma, zog sich dann aber aus dem Musikgeschäft zurück und setzte sich zur Ruhe. Privat ging es Lanin sehr gut, da er in den 1920er Jahren genug Geld verdient hatte.
Lanin starb 1977 in Hollywood, Florida.